# Etropolé (obchtina)
Pour la ville, voir Etropolé.
L'Obchtina Etropolé (bulgare : Община Етрополе) est une commune dans l'ouest de la Bulgarie.

## Géographie physique
La commune d'Etropolé est située dans l'ouest de la Bulgarie, à 80 km à l'est-nord-est de la capitale Sofia.
La commune est dans la partie centrale du massif du Grand Balkan, dans l'étroite vallée de la rivière Malki Iskar.

## Géographie humaine
| 1926 | 1934  | 1946   | 1956   | 1965   | 1975   | 1985   | 1992   | 2001   |
| ---- | ----- | ------ | ------ | ------ | ------ | ------ | ------ | ------ |
| -    | 9 417 | 10 509 | 11 768 | 13 757 | 14 262 | 15 180 | 15 178 | 13 733 |

| 2011   | 2021   | 2022   | - | - | - | - | - | - |
| ------ | ------ | ------ | - | - | - | - | - | - |
| 11 942 | 10 845 | 10 651 | - | - | - | - | - | - |

## Administration

### Structure administrative
La municipalité d'Etropolé comprend 10 localités (1 ville et 9 villages) :
| - Boykovets - Broussen - Etropolé - Gorunaka - Lopyan | - Laga - Malki Iskar - Ossélna - Ribaritsa - Yamna |

Le chef-lieu de la commune d'Etropolé est la ville d'Etropolé.

### Jumelages
- Phères (Grèce)
- Mojaïsk (Russie)
- Bela Palanka (Serbie)

## Galerie

Carte géographique de la commune d'Etropolé
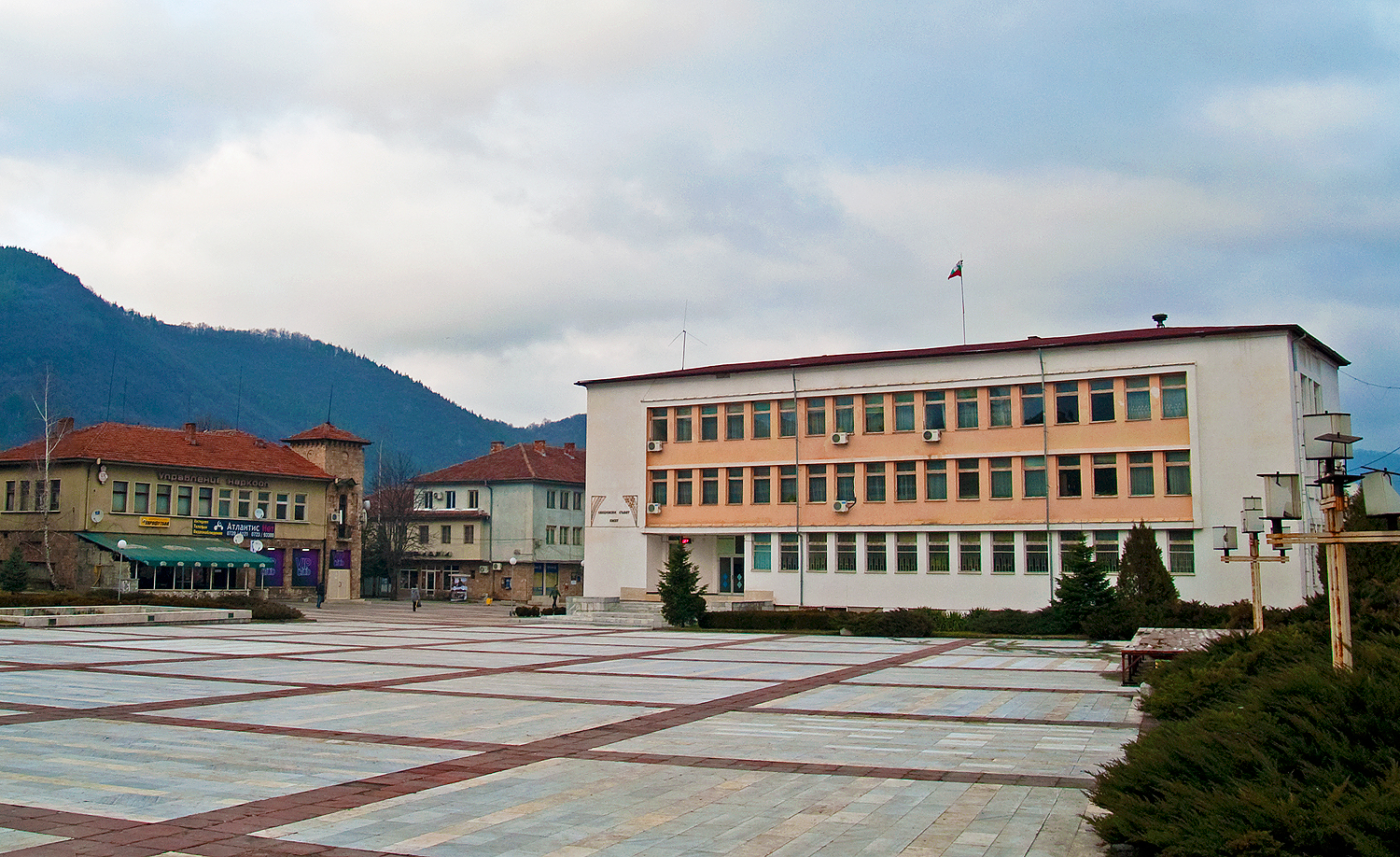
L'hôtel de ville
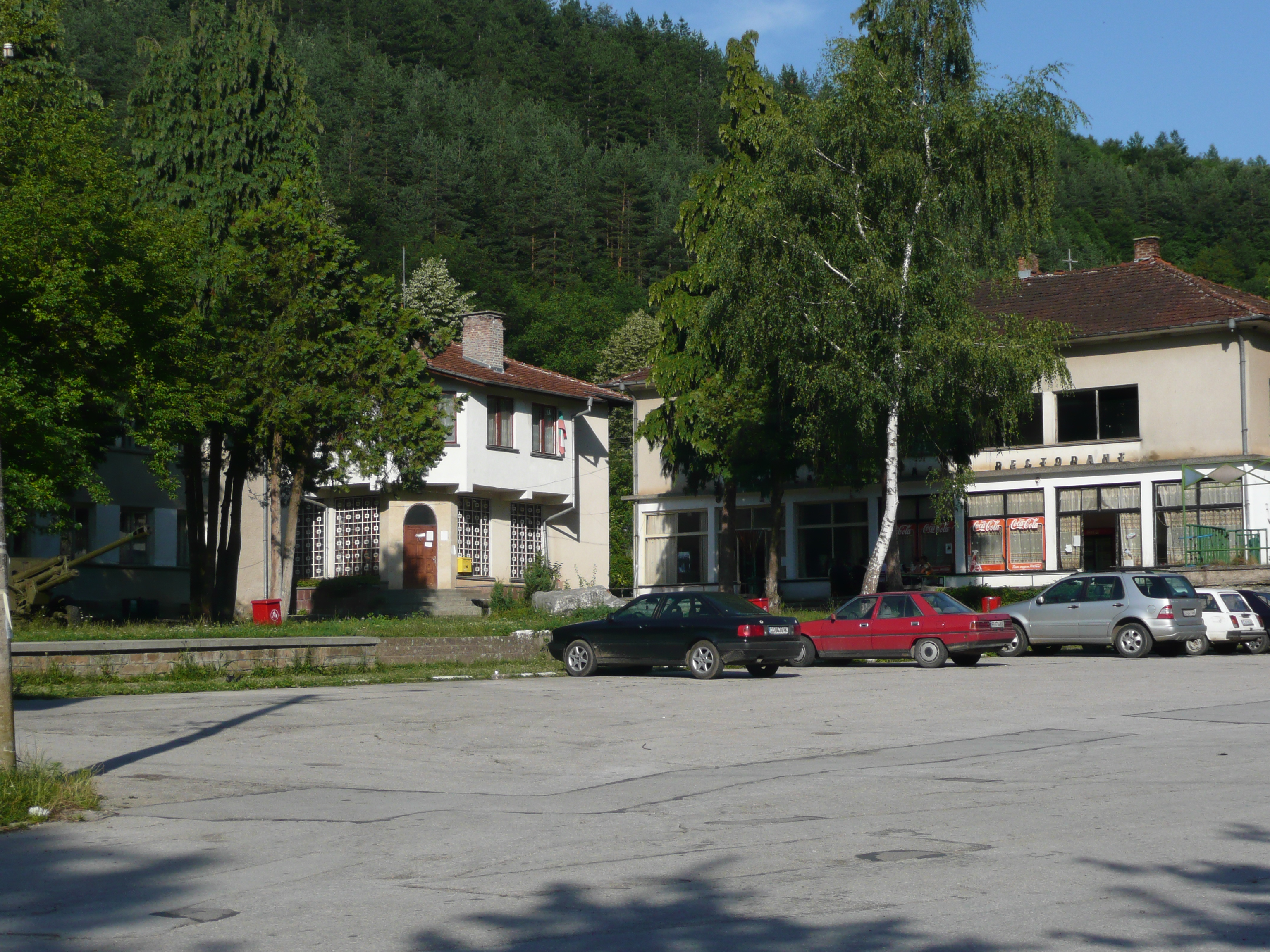
Broussen : le centre
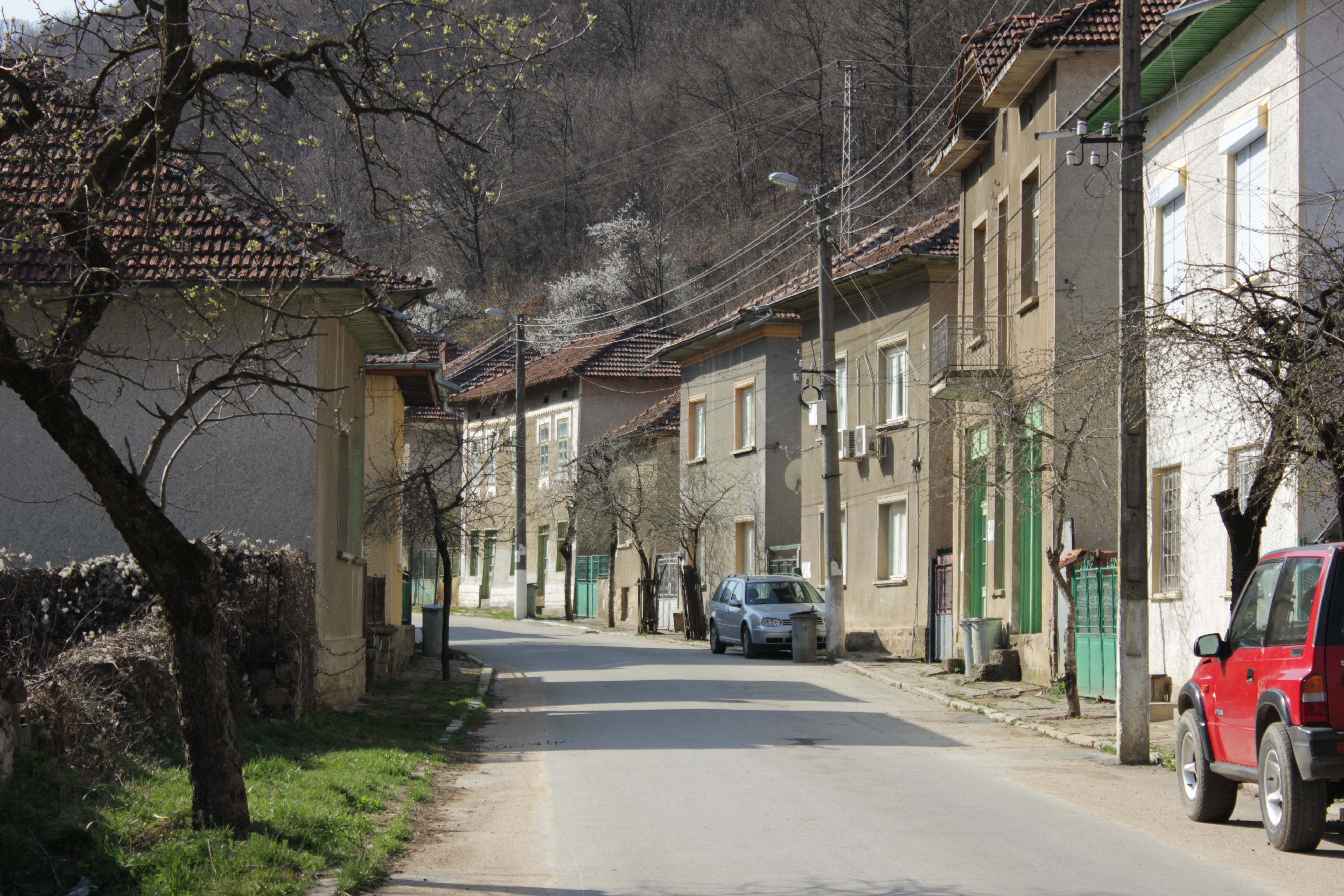
Lopyan : la rue principale
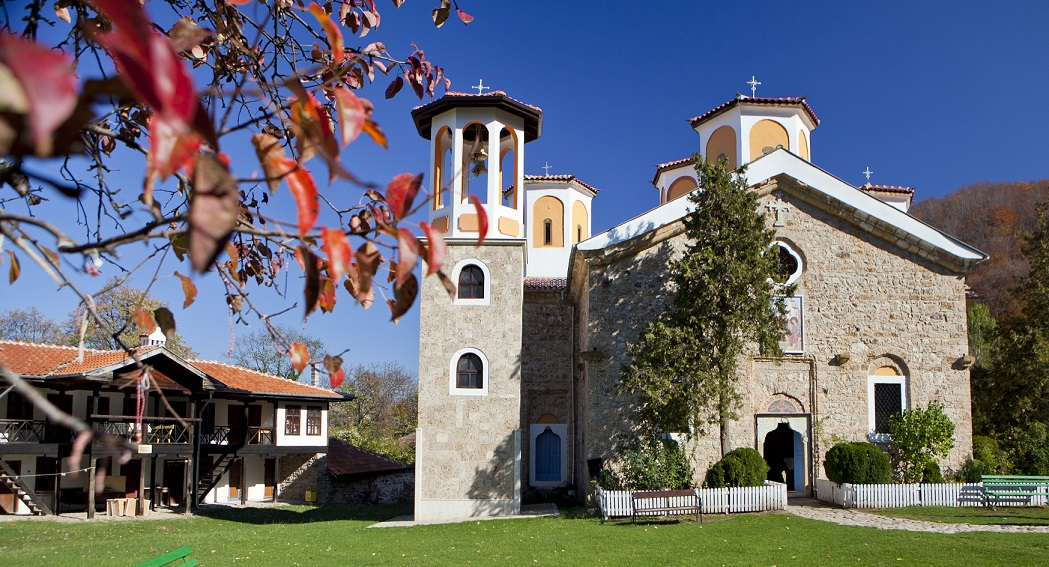
Ribaritsa : le monastère de la Sainte-Trinité
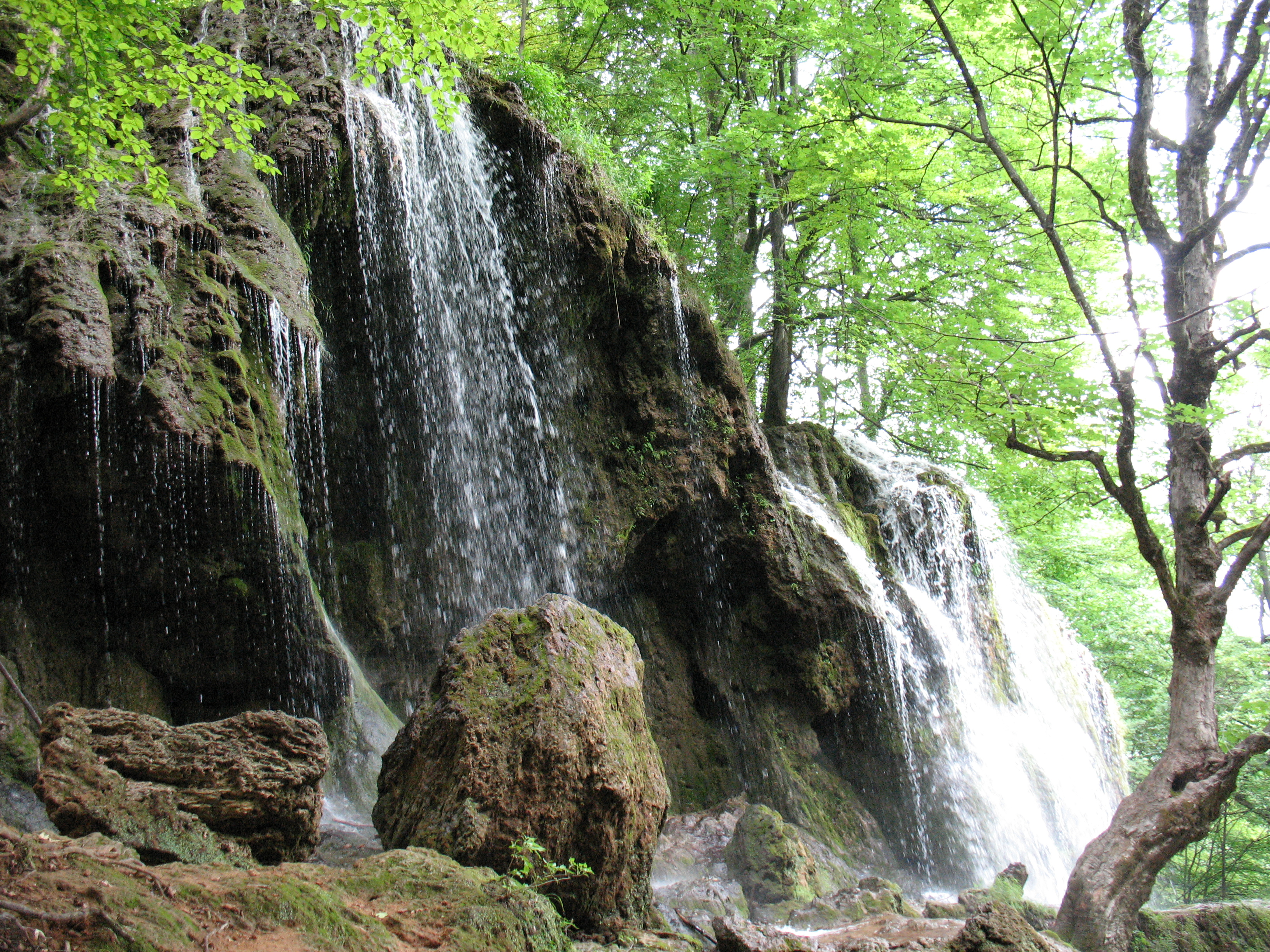
Ribaritsa : cascade Varovitéts
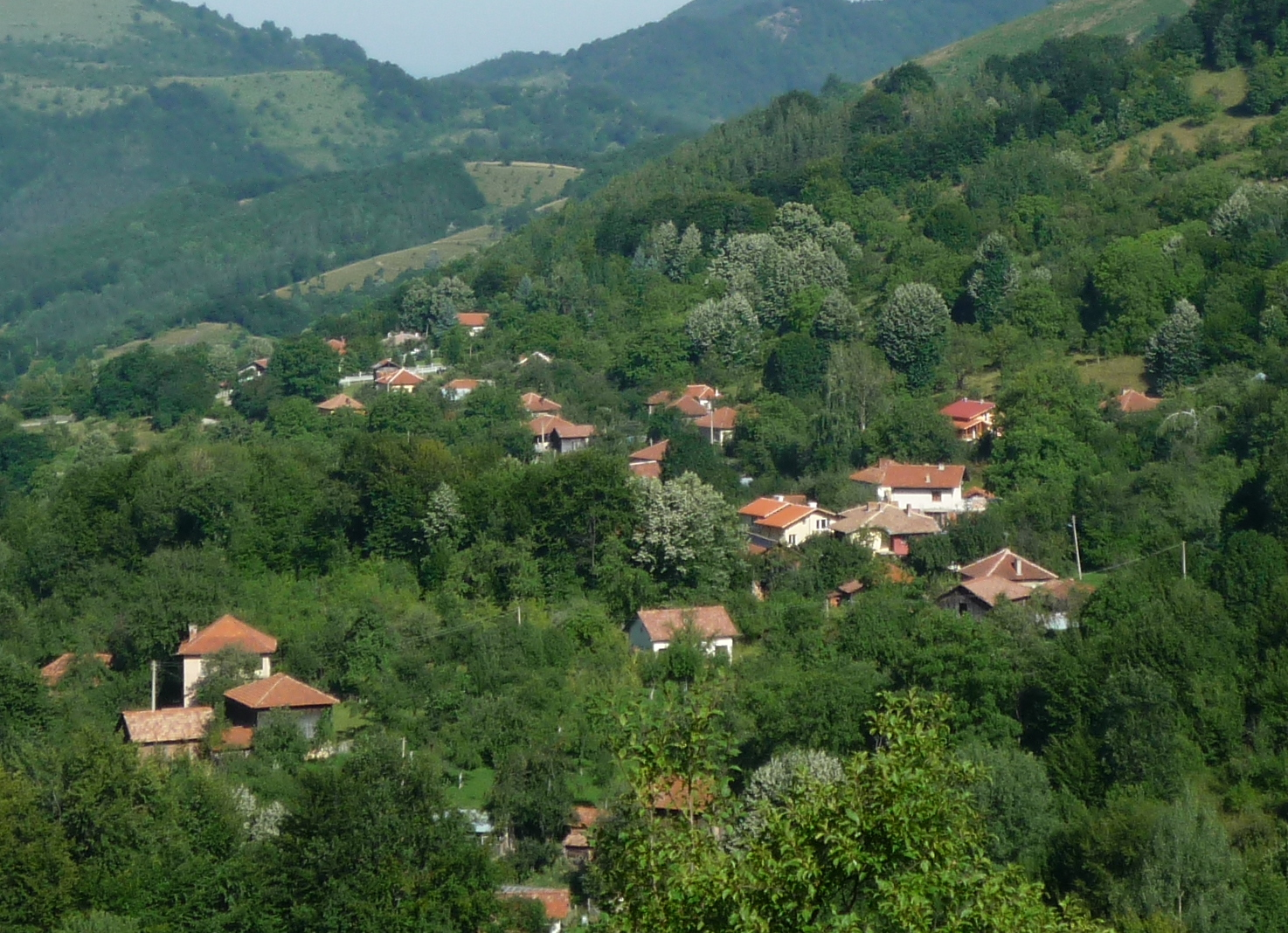
Yamna : vue panoramique